# Guillermo Amor
Pour les articles homonymes, voir Amor.
Guillermo Amor Martinez est un footballeur espagnol né le 4 décembre 1967 à Benidorm (province d'Alicante, Espagne). Évoluant dans la position de milieu de terrain au FC Barcelone pendant les années 1990, il a été une des pièces majeures du Dream Team de Johan Cruyff, ainsi que de la sélection espagnole. Entre juillet 2010 et mai 2014, il est directeur technique du football formateur du FC Barcelone.
En août 2014, il devient directeur sportif du club australien d'Adélaïde United. En juillet 2015, il devient entraîneur de ce club.
Entre 2017 et 2021, il est directeur des relations institutionnelles et footballistiques du FC Barcelone.

## Biographie
Guillermo Amor est issu des équipes inférieures du FC Barcelone et formé à La Masía. Lors de l'inauguration du Mini Estadi le 23 septembre 1982 avec un match amical de la première équipe du Barça, Guillermo Amor alors âgé de 14 ans entre sur le terrain à la place de Diego Maradona à quelques minutes de la fin dans un geste symbolique destiné aux juniors du Barça.
Guillermo Amor fait ses débuts en première division avec le FC Barcelone en 1988 où il devient rapidement titulaire. Il fait partie du Dream Team de Johan Cruyff avec lequel il gagne quatre Championnats d'Espagne consécutifs et la première Coupe d'Europe du club.
Lors d'un match disputé le 9 mars 1996 à Valence remporté 4 à 1 par le FC Barcelone, Amor inscrit le 4000e but de l'histoire du FC Barcelone en championnat d'Espagne.
Avec dix-sept trophées, Guillermo Amor est le deuxième joueur du FC Barcelone avec le plus important palmarès de l'histoire du club derrière Xavi mais devant Josep Guardiola qui en compte seize. Durant ses onze années au sein du FC Barcelone, il joue un total de 564 matches, c'est donc le cinquième joueur ayant disputé le plus de matches avec l'équipe blaugrana, après Migueli (670), Carles Rexach (665), Xavi et Carles Puyol. Il quitte le club catalan alors entraîné par Louis van Gaal pour continuer sa carrière en Italie. Depuis 2003 et la présidence de Joan Laporta, il travaille dans le staff du FC Barcelone comme coordinateur des équipes inférieures.
Le 15 décembre 2007, alors qu'il rentre d'Andalousie où il a commenté le match Valence-Barcelone, il est victime d'un grave accident de la route. Hospitalisé à Tortosa, il souffre de divers traumatismes corporels et le pronostic vital est réservé. Dans le coma durant quatre jours, Guillermo Amor sort de l'hôpital le 24 décembre 2007.
Le 2 juillet 2010, Guillermo Amor a été nommé directeur technique du football formateur du FC Barcelone par le nouveau président du club Sandro Rosell. Il quitte ce poste en mai 2014 où il est remplacé par Jordi Roura.
En août 2014, il devient directeur sportif du club australien d'Adélaïde United. En juillet 2015, il remplace Josep Gombau au poste d'entraîneur de ce club. Amor remporte le championnat australien dès sa première saison.
En juillet 2017, il reprend le poste de directeur du football formateur du FC Barcelone en compagnie de son ancien coéquipier José Mari Bakero. En plus de cela, il devient directeur des relations institutionnelles du Barça à partir d'octobre 2017. Il est démis de ses fonctions le 11 juin 2021 par le président Joan Laporta.

## Sélection nationale
Pendant huit ans, il fait partie des milieux de terrains habituels de l'équipe d'Espagne. Il joue un total de 39 matches (17 victoires, 14 matches nuls et 8 défaites) avec Javier Clemente comme sélectionneur. Il participe à deux Coupes du monde, aux États-Unis en 1994 et en France en 1998. Il est également présent lors du Championnat d'Europe des nations 1996.

## Palmarès de joueur
Avec le FC Barcelone :
- Vainqueur de la Ligue des champions en 1992 (ne joue pas la finale)
- Finaliste de la Ligue des champions en 1994
- Champion d'Espagne en 1991, 1992, 1993, 1994 et 1998
- Vainqueur de la Copa del Rey en 1990, 1997 et 1998
- Vainqueur de la Coupe d'Europe des vainqueurs de coupe en 1989 et 1997
- Vainqueur de la Supercoupe de l'UEFA en 1992 et 1997
- Vainqueur de la Supercoupe d'Espagne en 1991, 1992, 1994 et 1996

## Palmarès d'entraineur
- Champion d'Australie en 2016 avec Adelaide United